# Tramvaj 6MT
Tramvaj 6MT je typ dvounápravové tramvaje, vyráběný ve vagónkách Tatra Studénka a Tatra Česká Lípa v letech 1949–1953. Jednalo se o vozidla určená výhradně pro rozchod koleje 1000 mm. Vyrobeno bylo celkem 75 kusů, které byly dodány do Bratislavy a do severočeských tramvajových provozů. Další čtyři kusy vzhledově podobných tramvají na pojezdech starších vozů vznikly v dílnách bratislavského dopravního podniku v roce 1953. V osobním provozu vydržely tramvaje typu 6MT nejdéle v Bratislavě, kde byly poslední vozy odstaveny rázově v květnu 1974.

## Historické pozadí
Po obou světových válkách nastala ve většině dopravních podniků nepříjemná situace. Vozové parky tvořily vozy vyrobené před první světovou válkou, dále vozy vyrobené mezi válkami, což byly jen upravené předválečné typy, a vozy ze 30. let 20. století. V důsledku druhé světové války se značně omezila automobilová doprava a po nástupu komunistů k moci se značně zvýšil počet lidí v hromadné dopravě. To znamenalo značně zvýšené opotřebovávání starších tramvají a nutnost dodávky nových vozů. Dodávky vozů 6MT umožnily stáhnout značnou část motorových vozů vyrobených před rokem 1914. V plánu byly i vlečné vozy odvozené od typu 6MT, k jejich výrobě ale nedošlo. U dopravních podniků, kterým byly na přelomu 40. a 50. let 20. století vozy 6MT dodány, se jednalo o první nové tramvaje pořízené po dlouhé době.

## Předsériové vozy
V roce 1941 objednala Bratislavská elektrická účastinná spoločnosť (BEÚS), tehdejší dopravní podnik, 15 motorových vozů bez výzbroje u pražské vagónky Ringhoffer-Tatra. Elektrické výzbroje vznikly ve slovenské továrně Siemens (pozdější Bratislavské elektrotechnické závody) v roce 1944, motorové vozy však vyrobeny nebyly z důvodů válečných zakázek vagónky Ringhoffer, a proto všechny byly výzbroje pět let uskladněny u BEÚS. V roce 1949 byla pro Bratislavu postavena ve vagónce Tatra Studénka série 15 karoserií, do kterých byly v Bratislavě zabudovány uskladněné elektrické výzbroje Siemens. Vznikly tak vozy ev. č. 51–65, které byly pozdějšímu typu 6MT velmi podobné mechanickou částí, měly však zcela odlišnou elektrickou výzbroj a některé další části.
Tato série měla kontroléry od firmy Siemens, odpory byly umístěny pod podlahou, vozy měly jiné trakční motory, scházely jim otvory pod okny na bočnicích, vytápění bylo řešeno tak, že se využívalo odpadové teplo z odporníků a všechna světla byla napájena z troleje (600 V). Interiérová světla byla zapojena do série, venkovní světla byla napájena přes předřadné odporníky včetně směrových světel a světlomety na čelech byly menší než u 6MT. Zcela odlišná byla ruční brzda, oproti vozům 6MT se brzdový účinek vyvolal přitáhnutím páky směrem k sobě. Samotný mechanismus brzdy byl upevněn na rámu vozové skříně, která byla od rámu podvozku odpružena, takže účinnost ruční brzdy byla závislá na obsazenosti vozu, což vyžadovalo neustálé korigování výšky brzdových špalků. Protože se v Bratislavě nepoužívalo typové označení 6MT (údajně ani nebylo známo), označovaly se tyto vozy v každodenním provozu jako „studénky“. V publikacích se z praktických důvodů označují různě: „pré-MT“ či „předsérie“.).

## Konstrukce
Vůz 6MT je obousměrný dvounápravový motorový tramvajový vůz s odporovou výzbrojí s kontroléry. Celkově se jednalo o zcela nový typ, který měl jako první v Československu výzbroj se dvěma okruhy – nízkonapěťovým (24 V), který byl napájen z baterie, a vysokonapěťovým (600 V). Vozy měly mezi sebou mírné odlišnosti v závislosti na požadavcích jednotlivých dopravních podniků.
Vůz měl samostatný podvozek s rozchodem 1000 mm a rozvorem 3200 mm, tvořený masivními ocelovými profily, na kterém byla usazena vozová skříň. Tu tvořila kovová kostra z poměrně tenkých profilů, aby se co nejvíc šetřilo materiálem, a také proto, že se počítalo s jejich nízkou životností. Střecha nesla odporníky a základnu s pantografovým sběračem.
Vnitřek byl obložen dřevem, strop byl pokryt latěmi potaženými impregnovaným plátnem. V salónu pro cestující byly umístěny podélné dřevěné lavice, podlaha byla tvořena latěmi. Na obou stranách se nacházela čtveřice oken, z nichž vždy krajní byla spouštěcí. Prostor pro řidiče a salón oddělovaly prosklené zástěny s dveřmi. Plošiny byly zcela uzavřené, vchody se uzavíraly dvojkřídlými teleskopickými dveřmi. Nad čelními okny se nacházely schrány pro transparenty, nad bočními okny byly schrány pro číslo linky, oboje byly prosvětlené. Stanoviště bylo větráno jedním spouštěcím oknem, salón byl větrán pomocí kanálu, který vedl přes střechu a vyústil na čelech.
Vůz typu 6MT měl provozní elektrodynamickou brzdu, zajišťovací ruční špalkovou, jejíž mechanismus byl upevněn na rámu podvozku, a nouzovou elektromagnetickou. Kontroléry byly vyrobeny v závodě Škoda Plzeň, měly 22 jízdních stupňů a 10 brzdových stupňů, jimiž se volila jízda vpřed nebo vzad a s jedním nebo s oběma motory. Při jízdě na jeden motor nebylo možné používat elektrodynamickou brzdu. Nízkonapěťový okruh napájel vnější osvětlení, pohon stěračů a nouzové osvětlení. Vnitřní osvětlení bylo napájeno z troleje. Topení bylo řešeno odporovými tělesy pod lavicemi v salónu pro cestující napájenými brzdovým proudem. Stanoviště řidiče byla za kontroléry vybavena rozmrazovači čelních skel, které byly napájeny z troleje. Zásuvky mnohočlenného řazení byly u každého provozovatele odlišné, pro neshodu jednotlivých dopravců, kde mají být umístěny, a proto se montovaly až po dodání.

## Dodávky
| Současný stát | Město              | Článek | Výrobce    | Roky dodávek | Počet vozů | Evidenční čísla při dodání | Poznámky                                   | Zdroj |
| ------------- | ------------------ | ------ | ---------- | ------------ | ---------- | -------------------------- | ------------------------------------------ | ----- |
| Česko         | Jablonec nad Nisou | článek | Česká Lípa | 1953         | 9          | 112–120                    |                                            | [ 5 ] |
| Česko         | Liberec            | článek | Česká Lípa | 1953         | 6          | 41–46                      |                                            | [ 5 ] |
| Česko         | Most – Litvínov    | článek | Česká Lípa | 1952         | 10         | 31–40                      |                                            | [ 5 ] |
| Česko         | Teplice            | článek | Česká Lípa | 1953         | 5          | 51–55                      |                                            | [ 5 ] |
| Česko         | Ústí nad Labem     | článek | Česká Lípa | 1952–1953    | 20         | 99–118                     |                                            | [ 5 ] |
| Slovensko     | Bratislava         | článek | Studénka   | 1949         | 15         | 51–65                      | předsériové vozy, el. výzbroj Siemens      | [ 2 ] |
| Slovensko     | Bratislava         | článek | Česká Lípa | 1952         | 10         | 66–75                      |                                            | [ 2 ] |
| Slovensko     | Bratislava         | článek | DPB        | 1953         | 4          | 7–10                       | skříně dle vzoru 6MT na starších pojezdech | [ 2 ] |

## Historické vozy
- Technické muzeum v Brně (jablonecký vůz ev. č. 117, dlouhodobě pronajat Boveraclubu a DPMLJ)
- Bratislava (liberecký vůz ev. č. 41, vůz v nálezovém stavu)